# Вјачеслав Иванов (песник)
Вјачеслав Иванович Иванов (рус. Вячесла́в Ива́нович Ива́нов; Москва, 28. фебруар 1866 – Рим, 16. јул 1949) био је руски песник, драматург, класичар и виши књижевни и драмски теоретичар руског симболистичког покрета. Био је и филозоф, преводилац и књижевни критичар.
Након Првог светског рата, Октобарске револуције, Руског грађанског рата и његове емиграције 1924. из Совјетског Савеза у фашистичку Италију, Иванов је 1926. прешао у Руску гркокатоличку цркву, која је и даље једна од најмањих источних католичких цркава. Иванов је раније живео животом толико хедонистичким да је касније своје преобраћење у поезији поредио са личном променом коју је прошао Августин Хипонски.
Године 1931. Иванов је успешно бранио хришћанство у јавној дебати против Бенедета Крочеа, што је у великој мери ојачало његову интелектуалну репутацију на Западу. Остатак свог живота Иванов је провео у Риму као професор и на Понтификалном оријенталном институту и на Русикуму. Његови блиски пријатељи као избеглице били су Мартин Бубер, сер Ајзаја Берлин, сер Морис Баура и Чарлс Ду Бос .
Од његове смрти 1949. године, Ивановљево писање је хвалио и спомињао папа Јован Павле II, који је често спомињао Ивановљеву метафору о римском и византијском хришћанству које представљају два плућа хришћанског света. 

## Биографија
Рођен у Москви. Иванов је изгубио оца, по професији нижегг државног службеника, када је имао само пет година, а потом га је његова дубоко религиозна мајка одгајала у духу Руске православне цркве. Завршио је Прву московску гимназију са златном медаљом и уписао се на Московски универзитет где је студирао историју и филозофију код сер Пола Виноградова. 1886. преселио се на Берлински универзитет да би студирао класику, римско право и економију код Теодора Момзена. Током свог боравка у царској Немачкој, тамо је проучавао поезију и филозофију немачког романтизма, посебно дела Новалиса, Фридриха Хелдерлина, и Гетеа. Међутим, главно страствено интересовање Иванова било је истраживање везе између грчког верског култа Диониса и његовог обожавања током Баханалије са позоришним стваралаштвом у античкој Грчкој.
Године 1886. Иванов се оженио Дарјом Михајловном Дмитријевском, сестром његовог блиског пријатеља из детињства Алексеја Дмитријевског. Од 1892. студирао је археологију у Риму, где је завршио докторску дисертацију. Године 1893. упознао је Лидију Зиновјеву-Анибал, добростојећу аматерску певачицу, песникињу и преводиоца, која се недавно растала од свог мужа.
Под утицајем свог недавног открића и ентузијазма за филозофске списе Фридриха Ничеа, Иванов и Зиновјева-Анибал су се предали њиховој заједничкој привлачности, „током бурне ноћи у Колосеуму, коју је у стиховима описао као ритуално рушење табуа и регенерацију античког верског жара“.
Године 1895. супруга и ћерка Иванова су се скоро одмах одвојиле од њега и 15. априла 1896. Лидија је родила Иванову другу ћерку, која је по мајци добила име Лидија.
Обојици супружника лако су одобрени црквени разводи, према којима су Вјачеслав Иванов и Лидија Зиновјева-Анибал проглашени кривима и сходно томе им је забрањено руско православно вјенчање. 
Иванов и Лидија су се обукли у старогрчке верске ношње које намерно подсећају на Дионисијев култ и венчали су се на грчкој православној церемонији у Ливорну 1899.
Упркос одбацивању хришћанског морала и прељубе на почетак његове везе са Лидијом и њихова одлука да имају отворени брак, Иванов се парадоксално присећао: „Једно преко другог смо открили себе - и више од нас самих: рекао бих да смо нашли Бога."
Прво су се настанили у Атини, затим су се преселили у Женеву и ишли су на ходочасничка путовања у Египат и Палестину. У том периоду Иванов је често посећивао Италију, где је проучаваао ренесансну уметност. Груба природа Ломбардије и Алпа постала је тема његових првих сонета, на које је снажно утицала средњовековна поезија католичких мистика.
На прелазу из 20. века Иванов је разрадио своје погледе на духовну мисију Рима и старогрчки култ Диониса. Своје дионизијске идеје сажео је у расправи објављеној 1904.
Уз помоћ бивше супруге и песника и филозофа Владимира Соловјева, прва Иванова збирка, Лодестарс, објављена је 1903. године. Садржао је многе његове радове написане деценију раније и водећи критичари су је хвалили као ново поглавље у руском симболизму. Песме су упоређиване са Милтоновим и Тредијаковљевим. Његов рад је по форми и експериментисању и употреби језика поређен са делима савременика Т. С. Елиота.
Године 1920. Иванов се преселио у Баку, где је био на универзитетској катедри за класичну филологију. Усредсредио се на свој научни рад и завршио расправу Dionysus and Early Dionysianism (објављена 1923), која му је обезбедила докторат из области филологије. Нова марксистичко-лењинистичка влада није дозволила Иванову и његовој породици да емигрирају из Совјетског Савеза, али је под утицајем његовог бившег штићеника Анатолија Луначарског, добио излазне визе 1924.
Из Азербејџана је отишао у Италију, где се прво настанио у Павији, где је био запослен као професор руске књижевности између 1926. и 1934. године. Тада је изабран за професора руске књижевности на Универзитету у Фиренци, али је влада фашистичке Италије одбила да дозволи Иванову да предаје. Током 1934. Иванов и његова породица су стигли у Рим, догађај који је касније обележио у сонету Regina Viarum 1924.
Иванов је касније објаснио своје разлоге због којих је постао избеглица рекавши: „Рођен сам слободан, а тишина тамо (тј. у Совјетској Русији) оставља укус ропства“.
Из тог разлога, према Роберту Бирду, „Елоквентно баратајући свим главним европским језицима, са ерудицијом ретке ширине и дубине, Иванов се удружио са представницима верског и културног препорода који се догодио у многим земљама између ратова“.
Док је предавао старословенски, народни руски језик и руску књижевност на Понтификалном оријенталном институту, Иванов и његова деца су формално примљени као католици источног обреда у Руску гркокатоличку цркву.
Дана 17. марта 1926, Иванов је изрекао молитву за поновно уједињење коју је саставио његов херој Владимир Соловјев, након чега је уследило одрицање под заклетвом свих теолошких принципа по којима се руско православље разликује од католицизма.
Иванов је закључио, „Црква мора да прожима све гране живота: друштвена питања, уметност, културу и баш све. Римска црква одговара таквим критеријумима и приступањем овој Цркви ја постајем истински православан.“ Књижевник Роберт Бирд потврђује да је Иванов, на чији су највећи утицај били Владимир Соловјев и Фјодор Достојевски, гледао на његово преобраћење у Руску гркокатоличку цркву, „пре као проширење, а не као одбацивање руског православља. Ова одлука је у извесном смислу била унапред одређена по филозофији Владимира Соловјева“.
Упркос недостатку сталне зараде и забринутости за здравље свог сина Дмитрија, „до раних 1930-их Иванов је постао мања звезда на европском интелектуалном небеском своду“.
Почевши од 11. фебруара 1936, Иванов је почео да предаје уторком као професор црквенословенског и на крају многих других предмета у Collegium Russicum-у,  великој католичкој богословији византијског обреда и школи коју је основао папа Пије КСИ. 1929. да обучава свештенике Руске гркокатоличке цркве за мисионарски рад у Совјетском Савезу и руској дијаспори.
Ивановљева предавања о руској књижевности сматрала су се толико изазовним да су их похађали само матерњи говорници руског језика и ученици који су највише напредовали у учењу језика. Између 1939. и 1940. Иванов је одржао познату серију предавања о романима Достојевског, а током руског Божића 1940. прочитао је неколико својих дела хришћанске поезије о Рођењу Исуса Христа.
Према речима о. Константин Симон, „Био је активан као песник и научник до свог последњег дана. Осим поезије, Иванов је писао и трагедије за позориште на митолошке теме, неколико прозних дела, преводе углавном грчке и италијанске поезије и књижевних дела. Током живота у Риму написао је Римске сонете (1924) и Римски дневник (1944).“
Према Роберту Бирду, и Ивановљев прелазак у католичанство 1926. и његова одлука да се изолује, „од главних токова емигрантског и совјетског живота“, касније су допринели стварању „слике готово светости“.
Иванов је умро у Риму, после краће болести, у свом стану у три сата после подне 16. јула 1949. Иако је умро као верујући католик, договорио се да буде сахрањен са двојицом својих поетских хероја, Џоном Китсом и Персијем Шелијем, у Cimitero Acattolico. Иванов је сахрањен недалеко од гробова руских колега изгнаника Карла Бриулова и Александра Иванова.
Након његове смрти, читање и проучавање његових дела наставили су да подстичу Морис Баура и сер Ајзаја Берлин, које је Иванов упознао 1946.
Према Роберту Бирду, након што је Вјачеслав Иванов са породицом пребегао на Запад, „У Совјетском Савезу... његови радови нису објављивани деценијама и постало је непожељно – ако не и потпуно немогуће – проучавати их. Његово име је постало фуснота за друге, „прихватљивије“ струје у предреволуционарној књижевности“.
Конкретно, од пада комунизма, један од најраспрострањенијих Ивановљевих радова био је његов коментар на хришћанску Библију на руском језику, који је написан у Риму, након његовог преласка са руског православља на руску гркокатоличку цркву.

## Дела
- Venceslaus Ivanov. De societatibus vectigalium publicorum populi romani = Общества государственных откупов в Римской республике: [lat.]. — СПб. : Записки Классического отделения Имп. Рус. Археологического Общества, 1910. — V. VI. — [7], 132 p.
- Вячеслав Иванов и М. О. Гершензон. Переписка из двух углов. — Пг. : Алконост, 1921. — 62 p.
- Иванов Вяч., Гершензон М. Переписка из двух углов / Подг. текста, прим., ист.-лит. комм, и иссл. Роберта Бёрда. — М.: Водолей Publishers; Прогресс-Плеяда, 2006. — 208 p. —  5-902312-60-4.
- Деяния св. Апостолов. Послания св. Апостолов. Откровение св. Иоанна. — Рим : Издание Рим.-Католической семинарии «Руссикум», 1946. — 532 p.
- Иванов Вяч. Собрание сочинений / Под ред. Д. В. Иванова и О. Дешарт; с введ. и примеч. О. Дешарт. — Брюссель : Foyer Oriental Chrétien, 1971. — V. 1. — 872 p.
- Иванов Вяч. Собрание сочинений / Под ред. Д. В. Иванова и О. Дешарт; с введ. и примеч. О. Дешарт. — Брюссель : Foyer Oriental Chrétien, 1974. — V. 2. — 852 p.
- Иванов Вяч. Собрание сочинений / Под ред. Д. В. Иванова и О. Дешарт; с введ. и примеч. О. Дешарт. — Брюссель : Foyer Oriental Chrétien, 1979. — V. 3. — 896 p.
- Иванов Вяч. Собрание сочинений / Под ред. Д. В. Иванова и О. Дешарт; с введ. и примеч. О. Дешарт; при участии А. Б. Шишкина. — Брюссель: Foyer Oriental Chrétien, 1987. — V. 4. — 800 p.
- Из переписки В. И. Иванова с А. Д. Скалдиным / Публ. М. Вахтеля // Минувшее: Ист. альм. — 1990. — № 10. — P. 121—141.
- Иванов Вячеслав. Дионис и прадионисийство. — М. : Алетейя, 1994. — 352 p. — (Античная библиотека. Исследования). —  5-86557-012-9.
- Иванов В. И. Родное и вселенское / Сост., вступит. ст. и прим. В. М. Толмачёва. — М. : Республика, 1994. — 428 p. — (Мыслители XX века). —  5-250-02436-X.
- Иванов Вяч. Лик и личины России. Эстетика и литературная теория / Вступ. ст., предисл. С. С. Аверинцева. — М. : Искусство, 1995. — 669 p. — (История эстетики в памятниках и документах). —  5-210-02056-8.
- Иванов Вячеслав. Стихотворения. Поэмы. Трагедия. В 2-х книгах / Сост. Р. Е. Помирчий; вст. ст. А. Е. Барзах. — СПб. : Академический проект, 1995. — Book 1. — 480 p. — (Новая библиотека поэта. Большая серия). —  5-7331-0069-9.
- Иванов Вячеслав. Стихотворения. Поэмы. Трагедия. В 2-х книгах / Сост. Р. Е. Помирчий; вст. ст. А. Е. Барзах. — СПб. : Академический проект, 1995. — Book 2. — 432 p. — (Новая библиотека поэта. Большая серия). —  5-7331-0070-2.
- История и поэзия: Переписка И. М. Гревса и Вяч. Иванова / Изд. текстов, исследование и комментарии Г. М. Бонгард-Левина, Н. В. Котрелёва, Е. В. Ляпустиной. — М.: Российская политическая энциклопедия (РОССПЭН), 2006. — 448 p. —  5-8243-0650-8.
- Иванов Вячеслав, Зиновьева-Аннибал Лидия. Переписка: 1894—1903 / Подг. текста Д. О. Солодкой и Н. А. Богомолова при участии М. Вахтеля. — М. : Новое литературное обозрение, 2009. — V. 1. — 752 p. —  978-5-86793-733-1.
- Иванов Вячеслав, Зиновьева-Аннибал Лидия. Переписка: 1894—1903 / Подг. текста Д. О. Солодкой и Н. А. Богомолова при участии М. Вахтеля. — М. : Новое литературное обозрение, 2009. — V. 2. — 568 p. —  978-5-86793-734-8.
- Иванов В. Повесть о Светомире царевиче / Изд. подготовили А. Л. Топорков, О. Л. Фетисенко, А. Б. Шишкин. — М. : Ладомир, Наука, 2015. — 824 p. — (Литературные памятники). —  978-5-86218-532-4.
- Эсхил. Трагедии в пер. Вячеслава Иванова / изд. подгот. Н. И. Балашов [и др.]. — М. : Наука, 1989. — 589 p. — (Литературные памятники). —  5-02-012688-8.